# Marquesado de San Saturnino
El marquesado de San Saturnino es un título nobiliario español otorgado el 21 de diciembre de 1688 por el rey Carlos II a Pedro Álvarez de Reynoso y Argiz, Galloso y Feijoó, Regidor Perpetuo de Orense. Su nombre se refiere al municipio gallego de San Saturnino (San Sadurniño), situado en la provincia de La Coruña.

## Marqueses de San Saturnino
|                                  | Titular                                      | Periodo                          |
| Creación por Carlos II de España | Creación por Carlos II de España             | Creación por Carlos II de España |
| -------------------------------- | -------------------------------------------- | -------------------------------- |
| I                                | Pedro Álvarez de Reynoso                     | 1688-1702                        |
| II                               | Pedro Francisco Álvarez de Reynoso y Andrade | 1702-1730                        |
| III                              | José Jacinto Quindós y Reynoso de Andrade    | 1730-1753                        |
| IV                               | José Javier Quindós y Pardo                  | 1753-1811                        |
| V                                | José María Quindós y Quiroga                 | 1811-1821                        |
| VI                               | José Mariano Quindós y Tejada                | 1822-1900                        |
| VII                              | María de la Natividad Quindós y Villarroel   | 1900-1953                        |
| VIII                             | Alfredo Moreno Uribe                         | 1954-1981                        |
| IX                               | María Moreno Uribe                           | 1981-1991                        |
| X                                | José Manuel Romero Moreno                    | 1993- actual titular             |

## Historia de los marqueses de San Saturnino
1. Pedro Álvarez de Reynoso y Argiz Galloso y Feijoó, Regidor perpetuo de Orense y patrono de la Capilla de la Asunción de la Catedral orensana, (fallecido en 1702), hijo de D. Francisco Álvarez de Argiz, también Regidor perpetuo de Orense y D.ª Antonia de Zúñiga Galloso y Reynoso. Este señor contrajo matrimonio con D.ª. Francisca Ventura de Andrade y Pardo de Figueroa, hija de Pedro de Andrade, VI Señor de San Saturnino y de D.ª. Francisca Pardo de Figueroa y Lupidana. Premiando sus méritos, y pese a ser orensano, el rey Carlos II, atendiendo al señorío coruñés del que su esposa era décima ostentadora -tras morir tres hermanos- le otorgó el título de marqués de San Saturnino. Le sucedió su hijo:
2. Pedro Francisco Álvarez de Reynoso y Andrade (fallecido en 1730), soltero. Le sucedió su sobrino (hijo de su hermana Rosa Álvarez de Reynoso, casada con el hidalgo lucense D. Álvaro Quindós y Bolaño):
3. José Jacinto Quindós y Reynoso de Andrade, (fallecido en agosto de 1753) casado con D.ª. Josefa Cayetana Pardo de Moscoso, V Señora de Baltar, ilustrada dama, fallecida en enero de 1762, hija de Pedro Pardo de Andrade, IV Señor de Baltar y de D.ª. María Antonia de Cora y Moscoso. Le sucedió su hijo:
4. José Javier Quindós y Pardo, (1737-1811) casado con D.ª. Ana Quiroga y Quindós, sobrina carnal suya como hija de su hermana D.ª. María Quindós y Pardo quien había contraído matrimonio con el Señor de Herves, D. Andrés Quiroga y Ulloa, Académico de número de la Real de Agricultura de Galicia. Hermanos de D.ª. Ana fueron D. José Ignacio Quiroga y Quindós, Señor de Herves, Regidor perpetuo de Mondoñedo y La Coruña, Caballero de la Real Maestranza de Ronda y de la Orden Militar de Montesa, y D.ª. María Quiroga y Quindós, casada con el Señor de Fontao, D. José María Moscoso y Miranda. De los cuartos marqueses fue hijo: 
5. José María Quindós y Quiroga, (1792-1821) que fue Alguacil Mayor y Regidor perpetuo de Orense, como su antepasado, así como Caballero de la Real Maestranza de Ronda y que casó con D.ª. María Segunda Tejada y Eulate, hija de D. Félix Tejada y Suárez de Lara, Caballero de la Orden de Santiago y de D.ª. Carmen Eulate y Tovía. D.ª. María Segunda Tejada, al enviudar muy joven, volvió a casar con D. Francisco Aguirre O, Neale, teniendo de su segundo matrimonio como hijos a D. Manuel Aguirre de Tejada, primer conde de Tejada de Valdeosera, ministro de Gracia y Justicia, y a D. Patricio Aguirre de Tejada, primer conde de Andino. Le sucedió su hijo:
6. José Mariano Quindós y Tejada, (1821-1900), alcalde de Madrid, Caballero de la Real Maestranza de Ronda, Caballero Gran Cruz de la Orden de Carlos III, Senador vitalicio, Gentilhombre de cámara con ejercicio del Rey Alfonso XII. De su matrimonio con Fernanda Villarroel y Goicolea, vizcondesa de la Frontera, hermana del II duque de la Conquista, nace su hija: 
7. María de la Natividad Quindós y Villarroel, (1861-1953),  duquesa de la Conquista, marquesa de Gracia Real de Ledesma, marquesa de los Palacios, vizcondesa de la Frontera, Camarera mayor de la Reina madre María Cristina de Habsburgo, dama de la reina, casada con Francisco de Asís Arias Dávila y Matheu Bernaldo de Quirós, conde de Cumbres Altas, embajador de España, caballero de la Real Maestranza de Ronda y gentilhombre grande de España con ejercicio y servidumbre del Rey Alfonso XIII, hijo de Francisco Javier Arias Dávila y Matheu, conde de Puñonrostro. La muerte de esta última sin descendencia hizo que el título pasase al nieto primogénito de su primo tercero, el III conde de Fontao:
8. Alfredo Moreno Uribe, (1902-1981), V conde de Fontao, Ingeniero de Caminos, Canales y Puertos, Vicepresidente de RENFE, casado con Ana Rosa Gómez-Rodulfo Barrio, hija de D. Ángel Gómez-Rodulfo Ibarbia, Diputado a Cortés por Béjar y de D.ª. Ana María Barrio de Salamanca. Al no tener sucesión, le heredó su hermana:
9. María Moreno Uribe, (1899-1991) asimismo VI condesa de Fontao. Al ser soltera, le sucedió su sobrino: 
10. José Manuel Romero Moreno, (nacido en 1940), Abogado, Presidente de la Fundación CEAR, Vicepresidente de FRIDE, miembro institucional del Club de Madrid, Consejero de Patrimonio Nacional, Consejero privado del Rey Juan Carlos I, Caballero de la Real Maestranza de Ronda, que también ostenta el título de VII conde de Fontao, casado (divorciado en 2017) con Ana María Duplá del Moral, hija de Tomás Duplá Abadal ingeniero industrial (nieto del farmacéutico y alcalde de Lérida Antoni Abadal i Grau) y de Ana María del Moral Aguado, nieta a su vez del político Antonio del Moral López. De este matrimonio nacieron:
- Carlos Romero Duplá, nacido en 1972, casado con Marta Lladó Arburúa, hija del exministro José Lladó.
- José Romero Duplá, nacido en 1977, casado con Patricia del Pozo Salinas.